# Dora Maar seduta
Ritratto di Dora Maar o Dora Maar seduta è un dipinto a olio su tela (92×65 cm) realizzato nel 1937 dal pittore spagnolo Pablo Picasso. È conservato nel Museo Picasso di Parigi.
Nel 1936 Picasso, stabilitosi nei pressi di Cannes, conobbe la giovane fotografa Dora Maar e ne divenne l'amante. In questo periodo dipinse una serie di ritratti alternativamente di Dora e Marie-Térèse.

## Descrizione
La giovane è ritratta assisa con una blusa nera e una gonna rossa a quadri. Le forme spigolose e l'abbigliamento elaborato mettono in risalto la forte personalità della donna.